# Бухонка Петро Миколайович
Петро Миколайович Бухонка (Бухонко) (1906-1944) — червоноармієць Робітничо-селянської Червоної Армії, учасник німецько-радянської війни, Герой Радянського Союзу (1944).

## Біографія
Петро Бухонка народився 29 червня 1906 року в селищі Добруш (нині — Гомельська область Білорусії) в сім'ї селянина.
Закінчив чотири класи школи, з 1928 ріку працював на Добрушській целюлозно-паперовій фабриці «Герой праці».
В 1941 ріці був покликаний на службу в Робітничо-селянську Червону Армію. З початку німецько-радянської війни — на її фронтах. До вересня 1943 ріку червоноармієць Петро Бухонка був сапером 350-го окремого інженерного батальйону 6-ї армії (СРСР) Південно-Західного фронту. Відзначився під час битви за Дніпро.
26 вересня 1943 року, незважаючи на масований ворожий вогонь, Бухонка на гумовому човні зробив два рейси на західний берег Дніпра в районі села Діброва Синельниківського району Дніпропетровської області Української РСР. Коли Бухонка закінчував другий рейс, човен був пробитий і почав тонути. Тоді, незважаючи на поранення в руку і ногу, Бухонка заклав пробоїну в човні, врятувавши тим самим трьох поранених бійців і доставивши десант на західний берег.
В одному з наступних боїв Бухонка отримав важке поранення. 5 лютого 1944 ріку він помер від легеневої кровотечі в 5250-му похідно-польовому госпіталі 8-ї гвардійської армії. Похований в братській могилі в селі Бузулуки Криничанського району Дніпропетровської області.
Указом Президії Верховної Ради СРСР від 19 березня 1944 року за «зразкове виконання бойових завдань командування на фронті боротьби з німецькими загарбниками і проявлені при цьому мужність і героїзм» червоноармієць Петро Бухонка, якому посмертно було  присвоєно високе звання Героя Радянського Союзу. Також був нагороджений орденами Леніна і Червоної Зірки. На честь Бухонкі названа вулиця в Добруші.